# DS (人工衛星)
DS（ロシア語：ДС）とは、1961年から1982年にかけてソビエト連邦によって打ち上げられた一連の小型人工衛星である。目的は軍事から科学観測まで多岐にわたった。ウクライナのドニプロペトロウシク（ドネプロペトロフスク）に置かれたOKB-586で開発され、ほとんどが63S1系列のコスモスロケットによってコスモス衛星として打ち上げられた。DSとはドネプロペトロフスク・スプートニク（ロシア語：Днепропетровск Спутник、ラテン文字表記の例：Dnepropetrovsk Sputnik）の略である。

## 概要
初期のソ連の人工衛星は全て R-7 ミサイル系統のロケットで打ち上げられた。これらは当時としては十分な打ち上げ能力を持っていたが、小型衛星用としては能力過剰だった。そこで小型のコスモス 63S1 ロケットが開発され、それに対応して DS 衛星が製作された。
DS 衛星の多くは直径80cmの円筒の両端を半球状に丸めたような形状をしている。しかし型式によっては、中央の円筒部分のない球形のものや、周囲にパネルを貼り付けられ多面体の外見になったものもあった。内部は窒素で与圧され、ミッションごとに異なる機器を搭載したが、基本構造やバッテリー・テレメトリーなどは共通化された。
最も多く打ち上げられたのはDS-P1-Yu (ДС-П1-Ю) と呼ばれる型式で、レーダー較正用のターゲット衛星として通算72機が運用された。

## バリエーション
| 名称     | 期間        | 成功 | 名称                    | 解説                                                   |
| -------- | ----------- | ---- | ----------------------- | ------------------------------------------------------ |
| DS-1     | -           | 0機  | 打ち上げ失敗            | ロケットの性能確認、衛星の基本機能の確認。             |
| DS-2     | 1961年      | 1機  | コスモス1号             | 球形をしたDS-1の簡略型。                               |
| DS-P1    | 1962年      | 1機  | コスモス6号             | 球形のレーダー標的衛星。                               |
| DS-K8    | 1963年      | 1機  | コスモス8号             | 軍事的観測・流星物質の観測。                           |
| DS-A1    | 1962-1965年 | 4機  | コスモス11 17 53 70号   | 軍事通信の実験・宇宙線や放射線帯の観測・核実験の監視。 |
| DS-MG    | 1964年      | 2機  | コスモス26 49号         | 姿勢制御技術の習得・地磁気の観測。                     |
| DS-MT    | 1964年      | 2機  | コスモス31 51号         | 姿勢制御技術の習得・宇宙線の観測。                     |
| DS-P1-Yu | 1964-1976年 | 72機 | コスモス36 - 818号      | 球形のレーダー標的衛星。                               |
| DS-K-40  | -           | 0機  | 打ち上げ失敗            | ツェリナ衛星のための技術開発。                         |
| DS-U2-V  | 1965-1968年 | 4機  | コスモス93 95 197 202号 | 軍事技術開発。                                         |
| DS-U2-M  | 1965-1967年 | 2機  | コスモス97 147号        | 原子時計の開発。                                       |
| DS-P1-I  | 1966-1977年 | 18機 | コスモス106 - 919号     | 球形のレーダー標的衛星。                               |
| DS-U1-G  | 1966-1967年 | 2機  | コスモス108 196号       | 地球大気と太陽活動の関連を調査。                       |
| DS-U2-I  | 1966-1968年 | 3機  | コスモス119 142 259号   | 電離層が超長波電波に与える影響を調査。                 |
| DS-U2-MP | 1966-1967年 | 2機  | コスモス135 163号       | 地球周辺の宇宙塵の観測。                               |
| DS-U2-D  | 1966-1968年 | 2機  | コスモス137 219号       | 地球周辺のイオン流の観測。                             |
| DS-MO    | 1967-1970年 | 2機  | コスモス149 320号       | 地球大気を利用した姿勢制御システムの実験。             |
| DS-U3-S  | 1967-1968年 | 2機  | コスモス166 230号       | 太陽光のスペクトルを測定。                             |
| DS-U1-A  | 1968年      | 1機  | コスモス215号           | 望遠鏡で地球の大気圏を観測。                           |
| DS-U1-Ya | 1968年      | 1機  | コスモス225号           | 地球周辺のイオン流と宇宙線の測定。                     |
| DS-U2-GK | 1968-1970年 | 2機  | コスモス261 348号       | 大気とオーロラの観測。                                 |
| DS-U2-GF | 1968年      | 1機  | コスモス262号           | 太陽を観測。                                           |
| DS-U3-IK | 1969-1976年 | 5機  | インテルコスモス        | 東欧が開発した観測機器を搭載。太陽を観測。             |
| DS-U1-IK | 1969-1971年 | 2機  | インテルコスモス        | 東欧が開発した観測機器を搭載。電離層やイオンを観測。   |
| DS-U2-MG | 1970年      | 2機  | コスモス321 356号       | 地磁気の調査。                                         |
| DS-U1-R  | 1970年      | 1機  | コスモス335号           | UFのスペクトルの観測。                                 |
| DS-U2-IK | 1970-1975年 | 7機  | インテルコスモス        | 東欧が開発した観測機器を搭載。電離層やイオンを観測。   |
| DS-U2-IP | 1970年      | 1機  | コスモス378号           | 電離層やイオンの観測。                                 |
| DS-P1-M  | 1971-1982年 | 13機 | コスモス394 - 1375号    | 多面体をした対衛星兵器の標的衛星。                     |
| DS-U2-K  | 1971年      | 1機  | コスモス426号           | イオン流や宇宙放射の測定。                             |
| DS-U2-MT | 1971年      | 1機  | コスモス461号           | 流星物質やガンマ線の観測。                             |